# Стиль АПА
Стиль АПА (англ. American Psychological Association (APA) Style) — широко поширена в суспільних науках на Заході форма оформлення академічних робіт, розроблена Американською психологічною асоціацією. Посібник асоціації (англ. Publication Manual of the American Psychological Association) містить рекомендації щодо організації статті, а також рекомендації з оформлення цитат, виносок, таблиць, шрифту і структури статті.
Одним з останніх українських видань, присвячених застосуванню цього стилю, є посібник, виданий у 2025 р. у видавництві "Право":
APA style. Як оформити список посилань (References) : посібник : на основі 7-го вид. Посіб. з публ. Америк. психол. асоц. (2020) : станом на 13.04.2025 / пер. і авт.-уклад. Петро Білоус. – Харків : Право, 2025. – 128 с. : [2] с. кольор. вкладки. ISBN 978-617-8602-86-4